# 棕头燕
棕头燕（学名：Alopochelidon fucata）是燕科下的一种鸟类，它属于单型的棕头燕属。它分布在阿根廷、玻利维亚、巴西、哥伦比亚、福克兰群岛、巴拉圭、秘鲁、乌拉圭和委内瑞拉。

## 特征
棕头燕体重约13.96克，翼长约99毫米，喙宽度约3.7毫米，喙厚度约2.3毫米，嘴峰长约9.2毫米，跗蹠长约11毫米，尾长约43.6毫米。
棕头燕是候鸟，栖息在草地，它们是食肉动物，主要以昆虫、蜘蛛等陆生无脊椎动物为食。它们分布在委内瑞拉和巴西北部、巴西亚马逊以南地区直至阿根廷北部。